# فهرست آتشکده‌های ایران
در این مقاله (فهرست آتشکده‌های ایران) نام و مشخصات و ویژگی‌های آتشکده‌های ایران فهرست شده است.

## فهرست آتشکده‌های ایران
این آتشکده‌ها بر پایه شماره ثبت در آثار ملی ایران فهرست شده‌اند.
| نام آتشکده                             | دوره ساخت                           | مکان کنونی                | شماره ثبت ملی | تاریخ ثبت       | نگاره | توضیح |
| -------------------------------------- | ----------------------------------- | ------------------------- | ------------- | --------------- | ----- | --- |
| آتشکده بازه هور                        | ساسانی                              | شهرستان مشهد              | ۳۹            | ۲۴ شهریور ۱۳۱۰  |       | واقع در جاده قدیم مشهد تربت حیدریه. در مجاورت راه قابل روئیت می‌باشد |
| آتشکده فراشبند                         | ساسانی                              | فراشبند                   | ۸۸            | ۱۵ دی ۱۳۱۰      |       | |
| آتشکده کشمر                            | ساسانی                              | شهرستان کاشمر             |               |                 |       | |
| آتشکده کرکویه                          | ساسانی                              | سیستان                    | ۱۱۹           | ۱۵ دی ۱۳۱۰      |       | |
| آتشکده ورمال                           | ساسانی                              | سیستان                    |               |                 |       | |
| آتشکده خورهه                           | سلوکیان                             | خورهه                     | ۱۳۱           | ۱۵ دی ۱۳۱۰      |       | احتمال می‌رود یک خانه اشکانی باشد |
| آتشکده نطنز                            | ساسانی                              | نطنز                      | ۱۸۷           | ۱۸ تیر ۱۳۱۱     |       | |
| آتشکده آذرخش (نیایشگاه مهری)           | ایران باستان، ساسانی                | دارابگرد                  | ۲۲۹           | ۱۵ آذر ۱۳۱۴     |       | برخی از پژوهشگران بر این باورند که آتشکدهٔ آذرخش در آغاز یکی از نیایشگاه‌های مهرپرستان آریایی بوده که در روزگار ساسانیان به آتشکده دگرگون شده است. این آتشکده در سده هفتم هجری به مسجد تبدیل شد |
| آتشکده سنگی تنگ کرم                    | ساسانی                              | شهرستان فسا               | ۲۶۴           | ۱۲ اسفند ۱۳۱۵   |       | بر اثر انفجار دینامیت تخریب شده است. |
| آتشکده فیروزآباد                       | ساسانی                              | گور (شهر باستانی)         | ۲۸۹           | ۲۹ آذر ۱۳۱۶     |       | کاربردهای دیگری هم برای آن گمانه زده شده است. |
| آتشکده تخت رستم                        | ساسانی                              | شهریار                    | ۳۰۳           | ۲۹ آذر ۱۳۱۶     |       | |
| آتشکده آذرگشسپ                         | ساسانی                              | تکاب                      | ۳۰۸           | ۲۹ آذر ۱۳۱۶     |       | آتش ارتشتاران (جنگاوران و سپاهیان) |
| آتشکده آتشکوه                          | ساسانی                              | نیم‌ور                     | ۳۱۱           | ۲۱ آبان ۱۳۱۷    |       | |
| آتشکده جره                             | ساسانی                              | بخش جره و بالاده (کازرون) | ۳۱۲           | ۲۱ آبان ۱۳۱۷    |       | |
| آتشکده نیاسر                           | اشکانی                              | نیاسر                     | ۳۱۶           | ۲۱ آبان ۱۳۱۷    |       | |
| آتشکده کازرون                          | ساسانی                              | کازرون                    | ۳۳۱           | ۱۳۱۸            |       | |
| آتشکده نویس (آتشکده بُرزو)              | ساسانی                              | نویس                      | ۳۴۴           | ۲۰ خرداد ۱۳۲۱   |       | |
| آتشکده میل‌اژدها                        | اشکانیان                            | شهرستان ممسنی             | ۳۵۶           | ۲۰ خرداد ۱۳۲۱   |       | |
| آتشکده خیرآباد                         | ساسانی                              | شهرستان گچساران           | ۳۷۱           | ۲ اسفند ۱۳۲۷    |       | |
| آتشکده ایزدخواست                       | ساسانی، دوران‌های تاریخی پس از اسلام | شهرستان آباده             | ۳۷۶           | ۲ اسفند ۱۳۲۷    |       | |
| آتشکده مهربین (آتشگاه اصفهان)          | ساسانی                              | اصفهان                    | ۳۸۰           | ۱۱ آذر ۱۳۳۰     |       | |
| آتشکده بهرام (ری) (تپه میل)            | ساسانی                              | ری                        | ۴۰۷           | ۱۱ بهمن ۱۳۳۴    |       | |
| آتشکده قلعه کهنه (آتشکده خرم‌دشت)       | ساسانی                              | شهرستان کاشان             | ۴۳۱           | ۵ اسفند ۱۳۴۱    |       | |
| آتشکده نوشیجان                         | ماد                                 | ملایر                     | ۷۶۳           | ۳ بهمن ۱۳۴۶     |       | |
| آتشکده تشویر                           | ساسانی                              | شهرستان طارم              | ۹۸۳           | ۱ مهر ۱۳۵۳      |       | |
| آتشکده پیرچم                           | ساسانی                              | شهرستان طارم              | ۹۸۴           | ۱ مهر ۱۳۵۳      |       | |
| آتشکده الزین (الیز)                    | ساسانی                              | شهرستان طارم              | ۹۸۵           | ۱ مهر ۱۳۵۳      |       | |
| آتشکده آمل                             | ساسانی                              | آمل                       | ۱۰۶۰          | ۶ اردیبهشت ۱۳۵۴ |       | |
| نیایشگاه مهری                          | اشکانیان                            | شهرستان مراغه             | ۱۵۵۶          | ۱۹ دی ۱۳۵۶      |       | |
| آتشکده مند                             | اشکانیان                            | شهرستان دشتی              | ۲۰۹۵          | ۲۷ تیر ۱۳۷۷     |       | |
| آتشکده محلچه                           | ساسانی                              | شهرستان اوز روستای محلچه  | ۲۳۶۹          | ۱۴ تیر ۱۳۷۸     |       | |
| آتشکده یزد                             | پهلوی یکم                           | یزد                       | ۲۴۳۱          | ۲۲ شهریور ۱۳۷۸  |       | |
| آتشکده سیاهگل                          | ساسانی                              | شهرستان ایوان             | ۲۷۹۳          | ۱۶ مهر ۱۳۷۹     |       | |
| پرستشگاه زرتشتیان                      | پهلوی                               | یزد                       | ۲۹۲۶          | ۲۰ آذر ۱۳۷۹     |       | |
| آتشکده آذرفرنبغ                        | ساسانی                              | کاریان                    | ۳۴۱۷          | ۲۵ اسفند ۱۳۷۹   |       | آتش آثرونان (موبدان) |
| آذر برزین‌مهر                           | ساسانی                              | کوه ریوند خراسان          | (۴۰۳۵)؟       | (۱۰ مهر ۱۳۸۰)؟  |       | آتش واستریوشان (کشاورزان، دهقانان) |
| آتشکده کرمان                           | پهلوی یکم                           | کرمان                     | ۴۱۹۰          | ۱۰ مهر ۱۳۸۰     |       | |
| تپه کیورز امیرآباد (آتشکده)            | دوران‌های تاریخی پس از اسلام         | شهرستان الیگودرز          | ۴۳۵۶          | ۵ آذر ۱۳۸۰      |       | |
| نیایشگاه مادی                          | ماد                                 | شهرستان هرسین             | ۴۸۸۳          | ۱۹ اسفند ۱۳۸۰   |       | |
| آتشکده کوسان                           | دوران‌های تاریخی پس از اسلام         | شهرستان بهشهر             | ۵۴۱۰          | ۲۵ اسفند ۱۳۸۰   |       | |
| آتشکده چم‌نرگسی                         | ساسانی                              | شهرستان دشتستان           | ۶۵۰۸          | ۷ مهر ۱۳۸۱      |       | |
| آتشکده دولت‌خانه                        | صفویه                               | کرمان                     | ۶۷۵۴          | ۱۰ دی ۱۳۸۱      |       | |
| آتشکده سیمکان                          | ساسانی                              | شهرستان شیراز             | ۶۷۸۶          | ۱۰ دی ۱۳۸۱      |       | |
| آتشکده سپرو                            | ساسانی                              | شهرستان نائین             | ۷۲۲۲          | ۱۲ بهمن ۱۳۸۱    |       | |
| آتشکده آدریان                          | پهلوی یکم                           | تهران                     | ۷۴۴۲          | ۱۲ بهمن ۱۳۸۱    |       | |
| آتشکده چهارطاقی سرابله                 | ساسانی                              | شهرستان چرداول            | ۷۹۸۵          | ۱۷ اسفند ۱۳۸۱   |       | |
| آتشکده کرمجگان                         | ساسانی                              | کرمجگان                   | ۸۶۳۷          | ۹ اردیبهشت ۱۳۸۲ |       | |
| آتشکده کوچه بیوک یزد                   | قاجاریه                             | یزد                       | ۹۱۳۲          | ۱۰ خرداد ۱۳۸۲   |       | |
| آتشکده کلم                             | ساسانی                              | شهرستان دره‌شهر            | ۹۵۳۱          | ۱۴ مرداد ۱۳۸۲   |       | |
| تپه آتشکده گره چغا                     | اشکانیان ساسانی                     | شهرستان نهاوند            | ۱۱۴۳۸         | ۲۴ اسفند ۱۳۸۳   |       | |
| آتشکده و مدرسه مبارکه                  | قاجار                               | شهرستان تفت               | ۱۱۶۵۴         | ۲۴ اسفند ۱۳۸۳   |       | |
| آتشکده آذرجو                           | ساسانی                              | دارابگرد                  | ۱۵۶۰۲         | ۱۷ خرداد ۱۳۸۵   |       | |
| آتشکده شیان                            | ساسانی                              | اسلام‌آباد غرب             | ۱۴۴۰۰         | ۱۶ اسفند ۱۳۸۴   |       | |
| آتشکده هارپاک (آتشکده ابیانه)          | ساسانی                              | ابیانه                    | ۱۴۹۸۱         | ۱۶ اسفند ۱۳۸۴   |       | |
| آتشکده میل میلگه                       | ساسانی                              | اسلام‌آباد غرب             | ۱۷۰۴۶         | ۸ بهمن ۱۳۸۵     |       | |
| میل میلونه (آتشکده ورنه یا آتشکده وره) | ؟                                   | نیم‌ور                     | ۱۹۶۸۵         | ۲۸ شهریور ۱۳۸۶  |       | |
| آتشکده چم                              | دوران‌های تاریخی پس از اسلام         | شهرستان تفت               | ۱۹۹۸۸         | ۲۲ آبان ۱۳۸۶    |       | |
| آتشکده قلعه داور                       | ساسانی                              | شهرستان دالاهو            | ۲۱۸۰۳         | ۲۶ اسفند ۱۳۸۶   |       | |
| دژ آژدهاک                              | اشکانی، ساسانی                      | شهرستان هشترود            | ۲۲۵۴۴         | ۲۷ اسفند ۱۳۸۶   |       | این دژ تاریخی، احتمالاً بازمانده‌ای از دوران اشکانیان، یا معبدی زردشتی از دوره ساسانیان یا محلی برای پادگان نظامی محلی بوده است.                                                                |
| آتشکده مغ                              | اشکانی                              | شهرستان سرباز             | ۲۲۷۱۵         | ۲۷ اسفند ۱۳۸۶   |       | |
| تنب آتشکده                             | ساسانی                              | شهرستان لارستان           | ۲۳۲۱۲         | ۱۸ شهریور ۱۳۸۷  |       | |
| چهارطاقی ماه فرخان (آتشکده بهرام)      | ساسانی                              | شهرستان استهبان           | ۲۳۴۱۳         | ۱۸ شهریور ۱۳۸۷  |       | |
| آتشکده فردقان                          | ساسانی                              | شهرستان فراهان            | ۲۵۰۱۹         | ۱۸ اسفند ۱۳۸۷   |       | |
| آتشکده دروار                           | دوران‌های تاریخی پس از اسلام         | دامغان                    | ۲۵۱۰۴         | ۱۸ اسفند ۱۳۸۷   |       | |
| آتشکده سراب ذهاب                       | ساسانی                              | سرپل ذهاب                 | ۲۵۷۱۰         | ۲۶ اسفند ۱۳۸۷   |       | |
| آتشکده کوشک قینفر                      | ساسانی                              | شهرستان ملکشاهی           | ۲۶۴۶۸         | ۲۷ اسفند ۱۳۸۷   |       | |
| آتشکده بهرام (همدان)                   | ساسانی                              | همدان                     | ؟             | ؟               |       | |
| آتشکده اسپاخو                          | ساسانی                              | شهرستان بجنورد            | ؟             | ؟               |       | |
| آتشکده برزوی راهگرد                    | ساسانی                              | شهرستان اراک              | ؟             | ؟               |       | |

## جایگاه آتشکده‌های ویران شده
- آتشکده فردقان در فراهان استان مرکزی
- آتشکده کشمر، که همچنین با نام آذر برزین‌مهر نیز معروف است واقع شده در نزدیکی قلعه آتشگاه.[۷][۸]
- رشته‌کوه آتشگاه، کوهی در شهرستان پاوه و بقایای آتشکده‌ای باستانی که به مدت ۸۰۰ سال روشن بوده است.
- آتشگاه (اردبیل)، روستایی از توابع شهرستان سرعین در استان اردبیل.
- آتشگاه (رشت)، روستایی از بخش مرکزی شهرستان رشت در استان گیلان.
- آتشگاه (کرج)، روستایی از توابع دهستان کمال‌آباد از بخش مرکزی شهرستان کرج در استان البرز.
- آتشگاه (لردگان)، روستایی از توابع بخش مرکزی شهرستان لردگان در استان چهارمحال و بختیاری.
- آتشگاه بزرگ، روستایی از توابع بخش لنده شهرستان کهگیلویه در استان کهگیلویه و بویراحمد.
- آتشگاه طوالش، محوطه‌ای تاریخی در روستای مکش بخش مرکزی شهرستان طوالش در استان گیلان.
- آتشگاه قصران، آتشگاهی در روستای آهار از توابع بخش لواسانات و رودبار شهرستان شمیرانات در استان تهران.
- آتشگاه کل‌کنگ، مربوط به دوره اشکانیان-دوره ساسانیان، در شهرستان زهک در سیستان.
- آرامگاه آتشگاه کل کنگ، مربوط به سده‌های متأخر دوران‌های تاریخی پس از اسلام، در شهرستان زهک در سیستان.
- آتشگاه مشکین‌شهر، مربوط به دوره ساسانیان-سده‌های اولیه دوران‌های تاریخی پس از اسلام است و در شهرستان مشگین‌شهر استان اردبیل.
- حاجی‌آباد آتشگاه، روستایی از توابع بخش مرکزی شهرستان گرمسار در استان سمنان.
- قنات آتشگاه، قنات در روستای آجقان از توابع بخش مرکزی، شهرستان اسفراین در استان خراسان شمالی.
- مجموعه آتشگاه طوالش، مجموعه آتشگاه مربوط به دوران‌های تاریخی پس از اسلام است و در روستای مکش شهرستان طوالش در استان گیلان.
- آتشکده علیا روستایی در دهستان میغان بخش مرکزی شهرستان نهبندان استان خراسان جنوبی
- آتشکده پلنگرد
- آتشکده بخوان  فارغان هرمزگان
- قمپ آتشکده
- محوطه باستانی بندیان
- تپه آتشکده مربوط به ایران باستان و در شهرستان آبیک روستای اسلام اّباد واقع شده
- معبد هفت آتشکده
- آشتیان
- آتشکده جاویدان در مسجد سلیمان کنونی
- آتشکده کوه خواجه[۹]

## آتشکده‌های ایران‌شهری
- آتشگاه باکو، ساختمانی قلعه‌مانند در منطقه سوراخانی شهر باکو در جمهوری آذربایجان.
- آتشگاه تفلیس در بخش تاریخی پایتخت گرجستان قرار دارد.
- آتشکده نوبهار
- تخت رستم (نیمروز)
- تخت رستم (فراه)

## مسجدهایی که بر روی آتشکده بنا شده‌اند
| نام مسجد                          | دوره ساخت            | مکان کنونی | شماره ثبت ملی | تاریخ ثبت   | نگاره | توضیح |
| --------------------------------- | -------------------- | ---------- | ------------- | ----------- | ----- | --- |
| تاریخانه                          | ساسانی               | دامغان     | ۸۰            | ۱۵ دی ۱۳۱۰  |       | پیش از تسلط اعراب بر ایران، آتشکده بوده و بعداً به مسجد تبدیل شده است. ساختمان بنای دوباره آن مربوط به سده دوم هجری است و شیوه ساختمان آن نیز به شیوه بناهای دوره ساسانیان می‌باشد.                                                                                              |
| مسجد جامع اصفهان                  | ساسانی               | اصفهان     | ۹۵            | ۱۵ دی ۱۳۱۰  |       | کاوش‌های باستانشناسی نشان از آن دارد که احتمالاً این مسجد پیش از تسلط اعراب بر این شهر، مرکز مذهبی مهم شهر بوده و به صورت یکی از آتشکده‌های شهر اصفهان کاربری داشته است. کشف یک پایه ستون، با تزیینات دوره ساسانیان، در منطقه شمالی مسجد، وجود بنایی قبل از اسلام را تأیید می‌کند. |
| مسجد جامع بروجرد                  |                      | بروجرد     | ۲۲۸           | ۱۵ آذر ۱۳۱۴ |       | بر اساس تحقیقات، مسجد جامع بروجرد در اصل بر روی یک آتشکده نیمه ویران بوده که به مسجد تبدیل شده است. |
| مسجد جامع اردستان                 | سلجوقی               | اردستان    | ۱۸۰           | ۱۸ تیر ۱۳۱۱ |       | این مسجد قبلاً آتشکده یا معبد بوده است و هلاکوی مغول در قرن ۷ هـ. ق به قتل و غارت ساکنان شهر پرداخت و آن را به صورت نیمه ویران درآورد |
| مسجد سنگی دارابگرد (آتشکده آذرخش) | ایران باستان، ساسانی | دارابگرد   | ۲۲۹           | ۱۵ آذر ۱۳۱۴ |       | |
| اسپی مزگت                         | ساسانی               | رضوانشهر   | ۲۷۹۶          | ۱۶ مهر ۱۳۷۹ |       | |
| مسجد جامع ارومیه                  | ساسانی               | ارومیه     | ۲۴۳           | ۱۵ آذر ۱۳۱۴ |       | |

## فهرست چهارطاقی‌های ایران
این چهارطاقی‌ها محتملا جایگاه آتشکده در دوران پیشااسلامی ایران بوده‌اند.
| نام چهارطاقی                | دوره ساخت                     | مکان کنونی        | شماره ثبت ملی | تاریخ ثبت      | نگاره | توضیح |
| --------------------------- | ----------------------------- | ----------------- | ------------- | -------------- | ----- | ----- |
| چهارتاقی ساسانی آغمیون سراب | ساسانی                        | شهرستان سراب      | ۷۹۴           | ۱ فروردین ۱۳۴۷ |       |       |
| چهارطاقی ایج                | ساسانی                        | شهرستان استهبان   | ۹۵۷           | ۵ دی ۱۳۵۲      |       |       |
| چهارطاقی قطب‌آباد            | ساسانی                        | قطب‌آباد           | ۹۸۸           | ۲ مهر ۱۳۵۳     |       |       |
| چهارطاقی رباط (پیر رباط)    | ساسانی                        | شهرستان شیراز     | ۳۳۹۷          | ۲۵ اسفند ۱۳۷۹  |       |       |
| چهارطاقی نقاره خانه         | ساسانی                        | شهرستان فراشبند   | ۳۳۹۸          | ۲۵ اسفند ۱۳۷۹  |       |       |
| چهارطاقی رهنی               | ساسانی                        | شهرستان فراشبند   | ۳۴۰۱          | ۲۵ اسفند ۱۳۷۹  |       |       |
| چهارطاقی تل جنگی            | ساسانی                        | شهرستان فراشبند   | ۳۴۰۳          | ۲۵ اسفند ۱۳۷۹  |       |       |
| چهارطاقی کنار سیاه          | ساسانی                        | شهرستان فیروزآباد | ۴۵۳۴          | ۱۱ دی ۱۳۸۰     |       |       |
| چهارطاقی مکتب خانه شماره۱   | صفوی                          | جزیره قشم         | ۱۰۹۳۱         | ۲۷ بهمن ۱۳۸۲   |       |       |
| چهار طاقی سنگبر یا سنگور    | پیش از اسلام یا دوره تیموریان | شهرستان مشهد      | ۱۱۰۱۸         | ۱۷ مرداد ۱۳۸۳  |       |       |
| چهارطاقی حوزه علمیه         | پس از اسلام                   | شهرستان لار       | ۱۲۷۱۷         | ۱۹ مرداد ۱۳۸۴  |       |       |
| چهارطاقی بهاران (کبوران)    | قاجار                         | شهرستان تفرش      | ۲۲۱۰۰         | ۲۶ اسفند ۱۳۸۶  |       |       |
| چهارطاقی گنبد کلایی         | ساسانی                        | شهرستان دالاهو    | ۲۴۱۱۱         | ۱۵ دی ۱۳۸۷     |       |       |
| چهارطاقی احمدآباد           | پس از اسلام                   | شهرستان فراشبند   | ۲۴۲۱۶         | ۱۵ دی ۱۳۸۷     |       |       |